# Harjesia blanda
Harjesia blanda är en fjärilsart som beskrevs av Heinrich Benno Möschler 1876. Harjesia blanda ingår i släktet Harjesia och familjen praktfjärilar. Inga underarter finns listade i Catalogue of Life.